# Lev IV.
Svatý Lev IV. (790? Řím – 17. července 855 Řím) byl papežem od ledna 847 až do své smrti.

## Život
Jeho pontifikát byl věnován především opravování škod, které Saracéni způsobili v Římě za jeho předchůdce. Podle legendy zastavil požár okrsku Borgo pouhým znamením kříže. Jako duchovní podpora vojáků se přímo zúčastnil bitvy proti muslimským pirátům u Ostie v roce 849. 
Nechal postavit tzv. Leoniánskou hradbu kolem Vatikánu a římského okrsku Borgo (Civitas Leonina), které ležely vně římských aureliánských hradeb, aby je ochránil před útočníky (roku 846 vyplenili Vatikán včetně baziliky sv. Petra Saracéni). 
Podle středověké legendy byla jeho nástupkyní papežka Jana, to je ale patrně pouze fikce.

## Odkazy

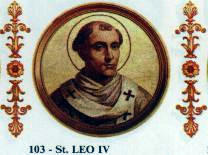
Portrét papeže sv. Lva IV. v bazilice sv. Pavla za hradbami